# لاندو نوريس
لاندو نوريس (بالإنجليزية: Lando Norris)‏ (مَواليد 13 نوفمبر 1999) هو سائق بريطاني-بَلجيكي يُشارك في مُسابقة فورمولا 1 تحت العلم البريطاني، يُشارك معَ فريق ماكلارين.
بدأ مسيرته في رياضة الكارتينج، توجها بالفوز في بطولة العالم للكارتينج في عام 2014 ثم انتقل إلى الفئات الأدنى من رياضة السيارات. حيث حقق أول بطولة له في فئة فورمولا 4 المحلية عام 2015 مع فريق كارلين موتورسبورت. ثم فاز في أوروبا ببطولة تويوتا ريسينج سيريس، ويوروكب فورمولا رينو 2.0، وكأس فورمولا رينو 2.0 لشمال أوروبا في عام 2016، 
فاز نوريس ببطولة الاتحاد الدولي للسيارات لفئة فورمولا 3 الأوروبية في عام 2017، وعام 2018 حل وصيفًا للسائق جورج راسل في بطولة عالم فورمولا 2، وكلاهما مع فريق كارلين.
بعد ان كان مشاركا في برنامج فريق ماكلارين للسائقين الشباب من عام 2017 إلى 2018، انضم بعد ذلك رسميا إلى الفريق في عام 2019، وخاض أول سباق له في فورمولا ون في جائزة أستراليا في ذلك الموسم. حقق أول منصة له في فورمولا ون في جائزة النمسا الكبرى عام 2020 وأول مركز على شبكة الإنطلاق في جائزة روسيا الكبرى عام 2021. في عام 2024، حقق نوريس أول فوز له في مسيرته في جائزة ميامي الكبرى، وكرر هذا الإنجاز في هولندا وسنغافورة.

## روابط خارجية
- لاندو نوريس على موقع Racing-Reference.info (الإنجليزية)
- لاندو نوريس على موقع DriverDB.com (الإنجليزية)
- لاندو نوريس على موقع AS.com (الإسبانية)